# Hàng rào

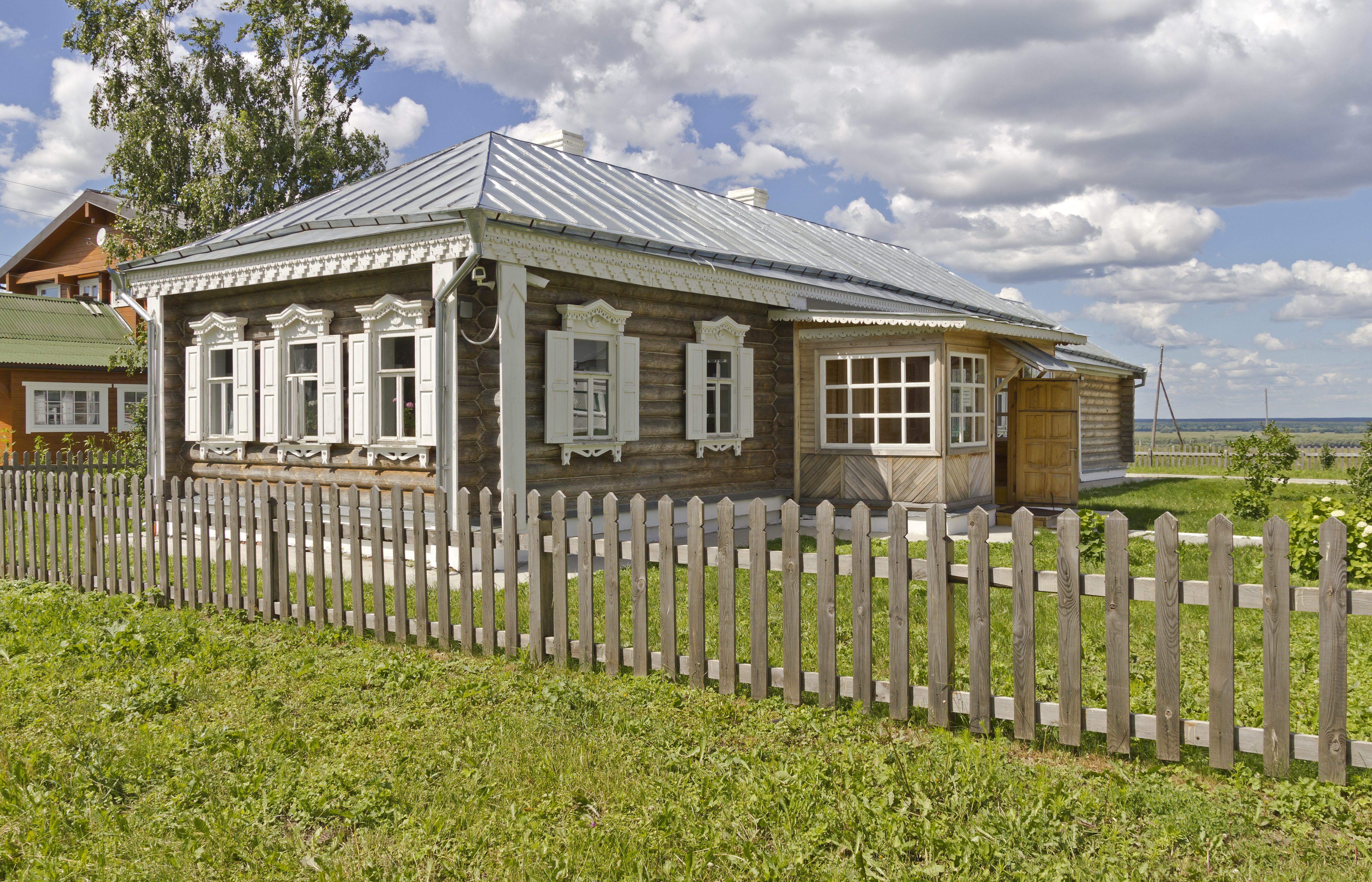
Một hàng rào ở châu Âu

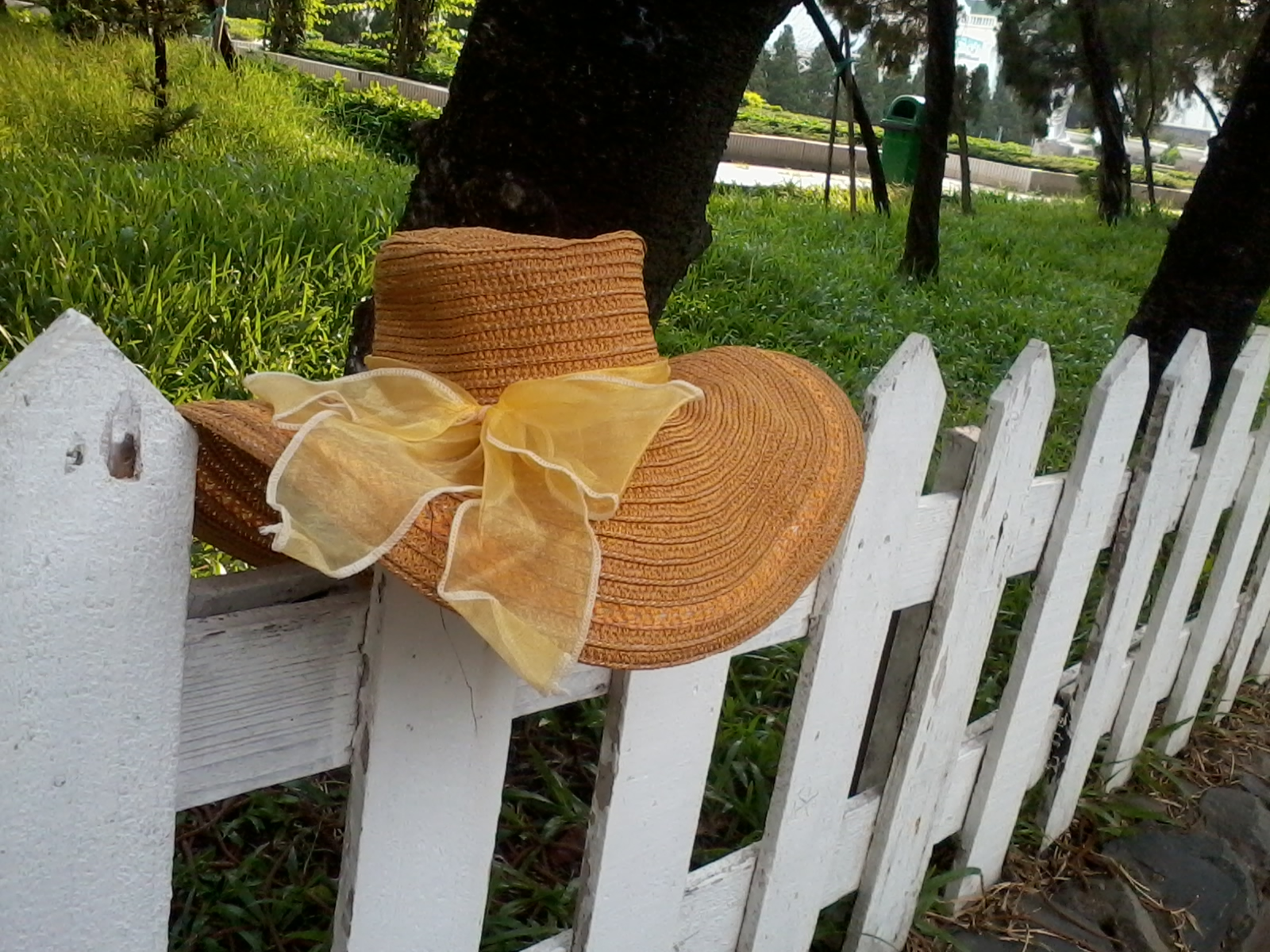
Hàng rào kiểng

Hàng giậu hay còn gọi là hàng rào dùng để bao quanh nhà. Ở vùng đồng bằng Bắc Bộ, người dân sống thành xóm, làng, trong làm mỗi nhà thường có hàng giậu xung quanh, hàng rào thường bằng tre, bằng cây cúc tần. Ngày nay hàng rào xuất hiện nhiều loại như bằng dây kẽm gai, tường xây. Hàng giậu là một dãy những cây tre, gỗ,... nối tiếp nhau bao quanh nhà. Tuy còn được gọi là hàng rào nhưng nó dường như không thể ''rào'' được vì rất mỏng manh. Ngàu xưa, công nghệ xây dựng và kiến trúc chưa phát triển ở một số vùng quê nên hàng giậu được dùng để tạo ranh giới giữa các phần đất hơn là vì lí do bảo vệ nhà. Hiện tại, những vật liệu cứng chắc và bền bỉ như bê tông, hỗn hợp kim loại cứng sắt, thép ra đời và hơn nữa là đòi hỏi cao về vấn đề an ninh nên các hàng giậu này đã không còn ai sử dụng mà chỉ những nhà có tuổi đời chừng vài chục năm và ở nông thôn mới còn.

## Trong thơ ca
- Trong thơ văn hàng giậu cũng xuất hiện như:

"Nhà nàng ở cạnh nhà tôi
cách nhau hàng giậu mồng tơi xanh rì"
- Trong thơ của Nguyễn Khuyến có câu:

"Ao sâu nước cả khôn chài cá
vườn rộng rào thưa khó đuổi gà"
- Thành ngữ về hàng giậu: "Giậu đổ bìm leo"
- Trong bài hát ''Có một dòng sông đã qua đời'' của cố nhạc sĩ Trịnh Công Sơn có câu nhắc đến hàng giậu: "Mười năm xưa đứng bên bờ giậu"